# Elvis Bratanović
Elvis Bratanović (ur. 21 sierpnia 1992) – słoweński piłkarz występujący na pozycji napastnika w FC Sursee. Wychowanek NK Rudar Velenje, w swojej karierze grał także w takich zespołach jak FK Teplice, Bohemians 1905, Termalica Bruk-Bet Nieciecza, NK Domžale i Neuchâtel Xamax. Były młodzieżowy reprezentant Słowenii.